# 簕竹
簕竹又名刺竹、林氏刺竹（学名：Bambusa blumeana）为禾本科簕竹属下的一个种，分佈于亞洲熱帶地區，在菲律賓被稱為“Kawayang Tinik”。